# 二氯甲基醚
二氯甲基醚（英語：Bis(chloromethyl) ether）是一个分子式为(CH2Cl)2O的有机化合物。这种物质主要用于在有机合成中在芳香环上引入氯甲基，同时亦曾用作军用毒气和催泪剂等。在工业上二氯甲基醚由氯磺酸与硫酸的混合物与多聚甲醛反应合成。

## 致癌性
二氯甲基醚是一种致癌物。长期接触会增加患上脑皮质瘤、皮下纤维瘤、小细胞肺癌等癌症的可能性。